# Недреготтен, Магнус
Ма́гнус Ви́ктор Недрего́ттен (норв. Magnus Victor Nedregotten; род. 24 октября 1990, Ставангер, Ругаланн) — норвежский кёрлингист и тренер по кёрлингу.
В составе мужской сборной Норвегии участник зимних Олимпийских игр 2018 (бронзовые призёры); участник двух чемпионатов мира (лучший результат — пятое место в 2018), четырёх чемпионатов Европы (лучший результат — четвёртое место в 2021). Неоднократный чемпион Норвегии среди мужчин. В составе смешанной парной сборной Норвегии участник зимних Олимпийских игр 2018 (бронзовые призёры) и 2022 (серебряные призёры); участник восьми чемпионатов мира (лучший результат — серебряные призёры в 2021). Неоднократный чемпион Норвегии среди смешанных пар. В составе смешанной сборной Норвегии участник двух чемпионатов Европы (лучший результат — серебряные призёры в 2014). Чемпион Норвегии среди смешанных команд. В составе юниорской мужской сборной Норвегии участник трёх чемпионатов мира (лучший результат — бронзовые призёры в 2011), участник трёх зимних Универсиад (чемпионы в 2015).
В «классическом» кёрлинге (команда из четырёх человек одного пола) играет в основном на позициях второго и третьего.

## Достижения
- Зимние Олимпийские игры (смешанные пары): серебро (2022), бронза (2018).
- Зимние Универсиады: золото (2015), бронза (2017).
- Кубок мира по кёрлингу 2018/2019
  - мужчины: серебро (1 этап)
  - смешанные пары: золото (2 этап, финал).
- Чемпионат Норвегии по кёрлингу среди мужчин: золото (2016, 2017, 2018, 2024), серебро (2012, 2013, 2015), бронза (2014, 2025).
- Чемпионат мира по кёрлингу среди смешанных пар: серебро (2021), бронза (2015, 2024).
- Чемпионат Норвегии по кёрлингу среди смешанных пар: золото (2013, 2017, 2019, 2024, 2025).
- Чемпионат Европы по кёрлингу среди смешанных команд: серебро (2014).
- Чемпионат Норвегии по кёрлингу среди смешанных команд: золото (2012), серебро (2014).
- Чемпионат мира по кёрлингу среди юниоров: бронза (2011).
- Чемпионат Норвегии по кёрлингу среди юниоров: золото (2010, 2011, 2012).

## Команды
| Сезон                                             | Четвёртый           | Третий              | Второй                | Первый                  | Запасной                                       | Турниры                                                                                      |
| ------------------------------------------------- | ------------------- | ------------------- | --------------------- | ----------------------- | ---------------------------------------------- | -------------------------------------------------------------------------------------------- |
| 2009—10                                           | Томас Дуэ           | Oystein Sorum       | Сандер Рёлвог         | Магнус Недреготтен      |                                                |                                                                                              |
| 2009—10                                           | Маркус Хёйберг      | Стеффен Меллемсетер | Стеффен Вальстад      | Магнус Недреготтен      | Truls Rolvsjord тренер: Stig Høiberg           | ЧМЮ 2010 (5 место)                                                                           |
| 2010—11                                           | Томас Дуэ           | Oystein Sorum       | Магнус Недреготтен    | Сандер Рёлвог           |                                                |                                                                                              |
| 2010—11                                           | Стеффен Меллемсетер | Маркус Хёйберг      | Магнус Недреготтен    | Сандер Рёлвог           | Эйрик Мён тренер: Stig Høiberg                 | ЧМЮ 2011                                                                                     |
| 2011—12                                           | Маркус Хёйберг      | Магнус Недреготтен  | Sebastian Mellemseter | Сандер Рёлвог           | Эйрик Мён тренер: Stig Høiberg                 | ЧМЮ 2012 (4 место)                                                                           |
| 2012—13                                           | Стеффен Меллемсетер | Стеффен Вальстад    | Haavard Mellem        | Магнус Недреготтен      | Стейн Меллемсетер                              | ЧНМ 2013                                                                                     |
| 2013—14                                           | Маркус Хёйберг      | Стеффен Вальстад    | Магнус Недреготтен    | Сандер Рёлвог           | Вильгельм Несс                                 | ЗУ 2013 (4 место)                                                                            |
| 2013—14                                           | Маркус Хёйберг      | Стеффен Вальстад    | Магнус Недреготтен    | Сандер Рёлвог           | Стеффен Меллемсетер                            | ЧНМ 2014                                                                                     |
| 2014—15                                           | Томас Лёвольд       | Маркус Хёйберг      | Магнус Недреготтен    | Александр Линдстрём     |                                                |                                                                                              |
| 2014—15                                           | Стеффен Вальстад    | Эйрик Мён           | Магнус Недреготтен    | Сандер Рёлвог           |                                                | ЗУ 2015                                                                                      |
| 2015—16                                           | Маркус Хёйберг      | Стеффен Вальстад    | Магнус Недреготтен    | Александр Линдстрём     | Томас Лёвольд                                  | ЧНМ 2016                                                                                     |
| 2016—17                                           | Стеффен Вальстад    | Маркус Хёйберг      | Магнус Недреготтен    | Сандер Рёлвог           | Александр Линдстрём тренер: Томас Лёвольд      | ЗУ 2017                                                                                      |
| 2016—17                                           | Стеффен Вальстад    | Маркус Хёйберг      | Магнус Недреготтен    | Александр Линдстрём     | Сандер Рёлвог (ЧМ) тренер: Томас Лёвольд (ЧМ)  | ЧНМ 2017 · ЧМ 2017 (8 место)                                                                 |
| 2017—18                                           | Стеффен Вальстад    | Маркус Хёйберг      | Магнус Недреготтен    | Магнус Трульсен Вогберг | Стеффен Меллемсетер (ЧМ) тренер: Томас Лёвольд | ЧНМ 2018 · ЧМ 2018 (5 место)                                                                 |
| 2018—19                                           | Стеффен Вальстад    | Маркус Хёйберг      | Магнус Недреготтен    | Магнус Вогберг          | Стеффен Меллемсетер (ЧЕ) тренер: Томас Лёвольд | КМ 2018/19 (1 этап) · ЧЕ 2018 (5 место) · КМ 2018/19 (3 этап) (6 место) · ЧНМ 2019 (7 место) |
| 2019—20                                           | Томас Ульсруд       | Стеффен Вальстад    | Маркус Хёйберг        | Магнус Вогберг          | Магнус Недреготтен тренер: Томас Лёвольд       | ЧЕ 2019 (6 место)                                                                            |
| 2021—22                                           | Стеффен Вальстад    | Торгер Нергор       | Маркус Хёйберг        | Магнус Вогберг          | Магнус Недреготтен тренер: Томас Лёвольд       | ЧЕ 2021 (4 место) · ЗОИ 2022 (квал. 2021) · ЗОИ 2022 (6 место)                               |
| 2022—23                                           | Стеффен Вальстад    | Магнус Недреготтен  | Матиас Бранден        | Магнус Вогберг          | Андреас Хорстад тренер: Томас Лёвольд          | ЧЕ 2022 (5 место)                                                                            |
| 2023—24                                           | Магнус Недреготтен  | Стеффен Вальстад    | Ховард Вад Петерссон  | Торгер Нергор           | Маркус Хёйберг                                 | ЧНМ 2024                                                                                     |
| 2024—25                                           | Стеффен Вальстад    | Магнус Недреготтен  | Торгер Нергор         | Ole Martin Davanger     |                                                | ЧНМ 2025                                                                                     |
| Кёрлинг для смешанных команд (mixed curling)      |                     |                     |                       |                         |                                                |                                                                                              |
| 2012—13                                           | Стеффен Вальстад    | Пиа Трульсен        | Магнус Недреготтен    | Ингвиль Скага           |                                                | ЧНСК 2012 · ЧЕСК 2012 (5 место)                                                              |
| 2014—15                                           | Стеффен Вальстад    | Кристин Скаслиен    | Магнус Недреготтен    | Юлие Мольнар            |                                                | ЧНСК 2014 · ЧЕСК 2014                                                                        |
| Кёрлинг для смешанных пар (mixed doubles curling) |                     |                     |                       |                         |                                                |                                                                                              |
| 2012—13                                           | Кристин Скаслиен    | Магнус Недреготтен  |                       |                         |                                                | ЧМСП 2013 (4 место)                                                                          |
| 2013—14                                           | Кристин Скаслиен    | Магнус Недреготтен  |                       |                         |                                                | ЧМСП 2014 (5 место)                                                                          |
| 2014—15                                           | Кристин Скаслиен    | Магнус Недреготтен  |                       |                         |                                                | ЧМСП 2015                                                                                    |
| 2015—16                                           | Кристин Скаслиен    | Магнус Недреготтен  |                       |                         |                                                | ЧМСП 2016 (9 место)                                                                          |
| 2016—17                                           | Кристин Скаслиен    | Магнус Недреготтен  |                       |                         |                                                | ЧНСП 2017 · ЧМСП 2017 (5 место)                                                              |
| 2017—18                                           | Кристин Скаслиен    | Магнус Недреготтен  |                       |                         | тренеры: Томас Лёвольд Стеффен Вальстад        | ЗОИ 2018                                                                                     |
| 2018—19                                           | Кристин Скаслиен    | Магнус Недреготтен  |                       |                         | тренер:Томас Лёвольд                           | КМ 2018/19 (2 этап) · ЧНСП 2019 · ЧМСП 2019 (9 место) · КМ 2018/19 (финал)                   |
| 2020—21                                           | Кристин Скаслиен    | Магнус Недреготтен  |                       |                         | тренер: Томас Лёвольд                          | ЧНСП 2020 (8 место) · ЧМСП 2021                                                              |
| 2021—22                                           | Кристин Скаслиен    | Магнус Недреготтен  |                       |                         | тренеры: Томас Лёвольд, Бендик Рамсфьелл       | ЗОИ 2022                                                                                     |
| 2023—24                                           | Кристин Скаслиен    | Магнус Недреготтен  |                       |                         | тренеры: Томас Лёвольд, Joachim Lange          | ЧНСП 2024 · ЧМСП 2024                                                                        |
| 2024—25                                           | Кристин Скаслиен    | Магнус Недреготтен  |                       |                         | тренер (ЧМСП): Томас Лёвольд                   | ЧНСП 2025 · ЧМСП 2025 (8 место)                                                              |

(скипы выделены полужирным шрифтом)

## Результаты как тренера национальных сборных
| Год  | Турнир                                              | Сборная                  | Место |
| ---- | --------------------------------------------------- | ------------------------ | ----- |
| 2023 | Чемпионат мира по кёрлингу среди смешанных пар 2023 | Эстония (смешанная пара) | 5     |
| 2024 | Чемпионат Европы по кёрлингу 2024                   | Эстония (женщины)        | 9     |

## Спорт вне кёрлинга
Магнус Недреготтен также на профессиональном уровне занимался горнолыжным спортом.